# Rudolph Bergh

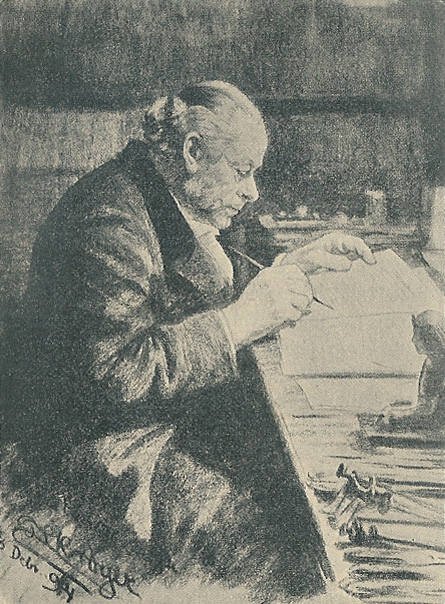
Rudolph Bergh

Ludvig Sophus Rudolph Bergh (15 de outubro de 1824 – 1909) foi um médico e zoólogo dinamarquês.

## Biografia
Em 1863, Rudolph Bergh assumiu a função de médico-chefe do hospital-geral  "Almindeligt Hospital" de Copenhague – atualmente extinto – trabalhando no departamento de dermatologia e de doenças venéreas. Transferiu-se em 1886 para o "Vestre Hospital"  onde operou até  1903. No ano seguinte da sua morte o hospital  Vestre Hospital  recebeu o seu nome. Até 2000, neste  hospital eram efetuados gratuitamente e anonimamente  exames para as doenças venéreas, inclusive para AIDS, além de informações para a sua prevenção. Este hospital foi fechado em 2000 por razões econômicas, e uma parte dos seus serviços foi transferido para o hospital de Bispebjerg, em Copenhague.
Entre os numerosos escritos produzidos por Rudolph Bergh encontra-se um relatório sobre tatuagems das prostitutas publicado em  1891 no jornal do hospital, trazendo as suas investigações sobre a relação entre prostituição, criminalidade e tatuagens. Este artigo, que pode parecer atualmente retrógrado,  não deve ser considerado como a única contribuição de Rudolph Bergh; vários manuscritos seus foram divulgados enfocando a  melhoria da saúde pública e, em especial, sobre as doenças sexualmente transmissíveis.
Além do seu trabalho de médico também era um apaixonado pela zoologia. Ficou conhecido  internacionalmente como  perito de referência na anatomia e taxonomia das nudibranchias, segundo a "Grande Enciclopédia Dinamarquesa".
Em frente do "Rudolph Berghs Hospital", na rua "Tietgensgade" em Copenhague, encontra-se o seu busto esculpido por P.S. Krøyer em 1894. O doutor Berghs guardou este busto, presente dos seus colegas, em seu domicílio até a sua morte, quando a sua viúva ofertou-o ao hospital.
Uma rua que leva o seu nome encontra-se no bairro  "Ydre Østerbro", no nordeste de Copenhaga.
Seu filho, Rudolf Sophus Bergh (1859-1924), foi um compositor e zoólogo dinamarquês.